# Dancing with the Stars (Vlaanderen seizoen 3)
Het derde seizoen van Dancing with the Stars begon op 4 december 2021 op Play4. Initieel werden negen bekende Vlamingen gekoppeld aan negen professionele dansers maar zanger en acteur Maksim Stojanac heeft nog voor de start van het seizoen zijn deelname gestaakt wegens een schouderblessure. Gert Verhulst en Katrin Kerkhofs waren de presentatoren van dit seizoen. Wim Vanlessen, Joanna Leunis, Jan Kooijman en Joffrey Anane zaten in de jury. De koppels werden backstage geïnterviewd door Katrin Kerkhofs. 
Op Kerstdag en Nieuwsjaar zijn er 2 feestelijke afleveringen met 6 vorige deelnemers uitgezonden. De 6 vorige deelnemers zijn Julie Vermeire, Kat Kerkhofs, Leen Dendievel, James Cooke, Jani Kazaltzis en Ian Thomas. 
Deze special werd gewonnen door James Cooke en zijn danspartner Frank Zegels.
De liveshow van 8 januari 2021 werd afgelast door een corona-uitbraak onder deelnemers en crew, onder andere Nora Gharib en Lotte Vanwezemael bleken besmet.

## Koppels
| Kandidaat                  | Beroep                           | Professionele partner | Resultaat                                         |
| -------------------------- | -------------------------------- | --------------------- | ------------------------------------------------- |
| Nina Derwael               | Turnster                         | Simone Arena          | 1e Met een samba, een paso doble en een freestyle |
| Jonatan Medart             | Influencer                       | Björk Gunnarsdóttir   | 2e Met modern, een tango en een freestyle         |
| Nora Gharib                | Zangeres / actrice               | Adrián Barinaga       | 3e Met een sambo en een tango                     |
| Lotte Vanwezemael          | Seksuologe                       | Frank Zegels          | 4e Met een chachacha en modern                    |
| Yemi Oduwale               | Acteur                           | Laura Zegels Jottay   | 5e Met een chachacha                              |
| Delphine van Saksen-Coburg | Prinses van België / kunstenares | Sander Bos            | 6e Met een rumba                                  |
| Metejoor                   | Zanger                           | Margot Weeda          | 7e Wedstrijd verlaten wegens blessure             |
| Pieter Timmers             | Zwemmer                          | Natascha De Jong      | 8e Met modern                                     |

## Afleveringen

### Aflevering 1
Kijkcijfers: 829.006
| Koppel            | Jurypunten   | Dansstijl         | Muziek                                        | Resultaat              |
| ----------------- | ------------ | ----------------- | --------------------------------------------- | ---------------------- |
| Yemi & Laura      | 7-7-6-7 (27) | Samba             | Don't Go Yet - Camila Cabello                 | Uitgestelde beslissing |
| Lotte & Frank     | 6-6-6-6 (24) | Rumba             | Say You Won't Let Go - James Arthur           | Uitgestelde beslissing |
| Nora & Adrian     | 7-7-7-6 (27) | Chachacha         | Beggin' - Måneskin                            | Uitgestelde beslissing |
| Pieter & Natascha | 5-4-5-5 (19) | Quickstep         | What A Man Gotta Do - Jonas Brothers          | Uitgestelde beslissing |
| Metejoor & Margot | 6-6-6-7 (25) | Paso Doble        | Hit the Road Jack - 2WEI Ft. Jon & Bri Bryant | Uitgestelde beslissing |
| Jonatan & Björk   | 7-6-6-6 (25) | Freestyle         | Stay - The Kid Laroi Ft. Justin Bieber        | Uitgestelde beslissing |
| Delphine & Sander | 6-5-5-6 (22) | Weense Wals       | Love on the Brain - Rihanna                   | Uitgestelde beslissing |
| Nina & Simone     | 8-8-8-8 (32) | Argentijnse Tango | No Time to Die - Billie Eilish                | Uitgestelde beslissing |

### Aflevering 2
Kijkcijfers: 706.130
| Koppel            | Jurypunten   | Dansstijl     | Muziek                                                                     | Resultaat    |
| ----------------- | ------------ | ------------- | -------------------------------------------------------------------------- | ------------ |
| Jonatan & Björk   | 7-7-7-7 (28) | Chachacha     | Head Shoulders Knees & Toes - Ofenbach, Quarterhead ft. Norma Jean Martine | Veilig       |
| Lotte & Frank     | 6-7-6-6 (25) | Broadway Jazz | Your Song - Rita Ora                                                       | Veilig       |
| Pieter & Natascha | 5-6-5-5 (21) | Moderne Dans  | Business - Besomage, Meric Again & HALUNA                                  | Geëlimineerd |
| Yemi & Laura      | 7-7-7-6 (27) | Freestyle     | Dynamite - BTS                                                             | Veilig       |
| Nora & Adrian     | 8-8-8-8 (32) | Weense Wals   | Figures - Jessie Reyez                                                     | Veilig       |
| Nina & Simone     | 8-7-8-7 (30) | Jive          | My Sharona - Ross Lynch ft. Jaz Sinclair                                   | Veilig       |
| Metejoor & Margot | 6-7-6-6 (25) | Rumba         | Blauwe dag - Suzan & Freek                                                 | Veilig       |
| Delphine & Sander | 7-8-7-7 (29) | Tango         | Acapella - Kelis                                                           | Veilig       |

### Aflevering 3 (Memory Lane)
Kijkcijfers: 689.117
| Koppel            | Jurypunten   | Dansstijl    | Muziek                                | Resultaat             |
| ----------------- | ------------ | ------------ | ------------------------------------- | --------------------- |
| Metejoor & Margot | nvt          | Samba        | Onbekend                              | Geëlimineerd/Blessure |
| Jonatan & Björk   | 6-7-6-7 (26) | Quickstep    | Wake Me Up - Avicii                   | Gevarenzone           |
| Nora & Adrian     | 8-8-8-8 (32) | Paso Doble   | Legendary - Welshly Arms              | Veilig                |
| Lotte & Frank     | 7-7-6-5 (25) | Weense Wals  | Remedy - Adele                        | Veilig                |
| Delphine & Sander | 7-7-7-7 (28) | Freestyle    | Music Inferno - Madonna               | Gevarenzone           |
| Yemi & Laura      | 8-8-8-8 (32) | Moderne dans | Don't you worry child - Conor Maynard | Veilig                |
| Nina & Simone     | 8-8-8-9 (33) | Freestyle    | The Greatest - Sia                    | Veilig                |

### Aflevering 4 (Friends & Family Week)
Kijkcijfers: 568.882
| Koppel                                                                                   | Jurypunten    | Dansstijl     | Muziek                                                        | Resultaat                 |
| ---------------------------------------------------------------------------------------- | ------------- | ------------- | ------------------------------------------------------------- | ------------------------- |
| Jonatan & Björk                                                                          | 7-7-7-7 (28)  | Tango         | Heads Will Roll - Yeah Yeah Yeahs                             | Veilig                    |
| Lotte & Frank                                                                            | 8-8-8-8 (32)  | Samba         | Santé - Stromae                                               | Veilig                    |
| Nina & Simone                                                                            | 9-9-9-9 (36)  | Chachacha     | Move Your Feet - Junior Senior                                | Veilig                    |
| Delphine & Sander                                                                        | 8-7-7-7 (29)  | Rumba         | Eye of the Tiger - Survivor                                   | Geëlimineerd              |
| Nora & Adrian                                                                            | 7-7-7-7 (28)  | Freestyle     | This Is What You Came For - Calvin Harris & Rihanna           | Veilig                    |
| Yemi & Laura                                                                             | 8-8-8-8 (32)  | Quickstep     | Bad Man - Pitbull ft. Robin Thicke, Joe Perry & Travis Barker | Veilig                    |
| Delphine & Sander Lotte & Frank Jonatan & Björk Yemi & Laura Nora & Adrian Nina & Simone | 2 4 6 8 10 12 | Jive Marathon | Good 4 U - Olivia Rodrigo                                     | Good 4 U - Olivia Rodrigo |

### Aflevering 5 (Passion Night)
Kijkcijfers: 558.620
| Koppel          | Jurypunten     | Dansstijl         | Muziek                             | Resultaat    |
| --------------- | -------------- | ----------------- | ---------------------------------- | ------------ |
| Yemi & Laura    | 8-7-8-7 (30)   | Chachacha         | Burnin' Up - Jessie J ft. 2 Chainz | Geëlimineerd |
| Nora & Adrian   | 9-8-10-10 (37) | Argentijnse Tango | River - Bishop Briggs              | Veilig       |
| Nina & Simone   | 9-8-9-9 (35)   | Rumba             | Easy on Me - Adele                 | Veilig       |
| Jonatan & Björk | 8-7-8-7 (30)   | Paso Doble        | Power Over Me - Dermot Kennedy     | Veilig       |
| Lotte & Frank   | 8-8-8-8 (32)   | Jive              | Untouched - The Veronicas          | Veilig       |

### Aflevering 6 (Partner Switch)
In aflevering 6 waren er extra punten te verdienen bij een essentieel element per dans. Jonatan en Nora kregen het maximum voor dit onderdeel.
Kijkcijfers: 403.544
| Koppel                                                    | Jurypunten           | Dansstijl         | Muziek                     | Resultaat              |
| --------------------------------------------------------- | -------------------- | ----------------- | -------------------------- | ---------------------- |
| Jonatan & Margot                                          | 8-9-8-9 (+5) (39)    | Moderne dans      | In My Blood - Shawn Mendes | Uitgestelde beslissing |
| Nina & Frank                                              | 10-9-10-10 (+4) (43) | Samba             | Magalenha - Sérgio Mendes  | Uitgestelde beslissing |
| Lotte & Björk                                             | 7-7-8-7 (+3) (32)    | Argentijnse Tango | Haunted - Beyoncé          | Uitgestelde beslissing |
| Nora & Simone                                             | 9-8-8-8 (+5) (38)    | Rumba             | Wicked Game - Grace Carter | Uitgestelde beslissing |
| Lotte & Björk Jonatan & Margot Nina & Frank Nora & Simone | 2 4 6 8              | Disco Marathon    | Rasputin - Boney M.        | Rasputin - Boney M.    |

### Aflevering 7 (Judges Week)
In aflevering 7 dansten de koppels een tweede dans samen met 1 van de juryleden. Dit betekent dat de tweede dans enkel door de 3 overige juryleden werd beoordeeld.
Kijkcijfers: 548.665
| Koppel                     | Jurypunten       | Dansstijl   | Muziek                                                           | Resultaat    |
| -------------------------- | ---------------- | ----------- | ---------------------------------------------------------------- | ------------ |
| Nora & Adrian (& Joffrey)  | 8-8-8-8 (32)     | Quickstep   | Hustle - P!nk                                                    | Veilig       |
| Nora & Adrian (& Joffrey)  | 8-8-8 (24)       | Freestyle   | Friday - Riton & Nightcrawlers ft. Mufasa & Hypeman              | Veilig       |
| Nina & Simone (& Wim)      | 10-10-10-10 (40) | Weense Wals | It's a Man's Man's Man's World - Joss Stone                      | Veilig       |
| Nina & Simone (& Wim)      | 10-10-9 (29)     | Modern      | Hurts - Emeli Sandé                                              | Veilig       |
| Lotte & Frank (& Jan)      | 8-8-7-8 (31)     | Chachacha   | Let Me Think About It - Ida Corr                                 | Geëlimineerd |
| Lotte & Frank (& Jan)      | 9-9-9 (27)       | Modern      | L'enfer - Stromae                                                | Geëlimineerd |
| Jonatan & Björk (& Joanna) | 7-8-8-7 (30)     | Rumba       | Runnin' (Lose It All) - Naughty Boy ft. Beyonce & Arrow Benjamin | Veilig       |
| Jonatan & Björk (& Joanna) | 9-9-8 (26)       | Jive        | Proud Mary - Tina Turner                                         | Veilig       |

### Aflevering 8 (Finale)
Kijkcijfer: 605.215
| Koppel          | Jurypunten (❃)   | Dansstijl  | Muziek                                     | Resultaat              |
| --------------- | ---------------- | ---------- | ------------------------------------------ | ---------------------- |
| Nina & Simone   | 9-9-9-9 (36)     | Pasa Doble | Let's Get It Started - Måneskin            | Uitgestelde beslissing |
| Nina & Simone   | 10-10-10-10 (40) | Samba      | Magalenha - Sérgio Mendes                  | Uitgestelde beslissing |
| Jonatan & Björk | 9-9-9-10 (37)    | Modern     | Dat heb jij gedaan - MEAU                  | Uitgestelde beslissing |
| Jonatan & Björk | 10-9-10-9 (38)   | Tango      | Heads Will Roll - Yeah Yeah Yeahs          | Uitgestelde beslissing |
| Nora & Adrian   | 9-9-9-8 (35)     | Samba      | Montero (Call Me by Your Name) - Lil Nas X | 3e plaats              |
| Nora & Adrian   | 9-9-10-9 (37)    | Tango      | River - Bishop Briggs                      | 3e plaats              |

### Aflevering 8 (Finale deel 2)
| Koppel          | Jurypunten (❃)  | Dansstijl | Muziek                                                | Resultaat |
| --------------- | --------------- | --------- | ----------------------------------------------------- | --------- |
| Nina & Simone   | Geen jurypunten | Freestyle | Fly Me to the Moon - Sia                              | Winnaar   |
| Jonatan & Björk | Geen jurypunten | Freestyle | Lose Control - Missy Elliott ft. Ciara & Fatman Scoop | 2e plaats |

❃ In de finale tellen de punten van de jury niet mee, alleen de kijker beslist de winnaar.

## Jurypunten
| Deelnemer | afl 1 | afl 2 | afl 3 | afl 4      | afl 5 | afl 6     | afl 7 | afl 8      | TOTAAL | gemiddelde (❃) |
| --------- | ----- | ----- | ----- | ---------- | ----- | --------- | ----- | ---------- | ------ | -------------- |
| Nina      | 32    | 30    | 33    | 48 (36+12) | 35    | 49 (43+6) | 69    | 76 (36+40) | 354    | 35,4           |
| Jonatan   | 25    | 28    | 26    | 34 (28+6)  | 30    | 43 (39+4) | 56    | 75 (37+38) | 307    | 30,7           |
| Nora      | 27    | 32    | 32    | 38 (28+10) | 37    | 46 (38+8) | 56    | 72 (35+37) | 322    | 32,2           |
| Lotte     | 24    | 25    | 25    | 36 (32+4)  | 32    | 34 (32+2) | 58    |            | 228    | 28,5           |
| Yemi      | 27    | 32    | 32    | 40 (32+8)  | 30    |           |       |            | 153    | 30,6           |
| Delphine  | 22    | 29    | 28    | 31 (29+2)  |       |           |       |            | 108    | 27,0           |
| Metejoor  | 25    | 25    | /     |            |       |           |       |            | 50     | 25,0           |
| Pieter    | 19    | 21    |       |            |       |           |       |            | 40     | 20,0           |

❃ Dit zijn de gemiddelden per dans, zonder toevoegingen van extra's.